# Bittacus andinus
Bittacus andinus is een schorpioenvlieg uit de familie van de hangvliegen (Bittacidae). De wetenschappelijke naam van de soort is voor het eerst geldig gepubliceerd door Londt & Byers in 1974.
De soort komt voor in Bolivia en Peru.